# Relier les points

Un point à point incomplet.

Relier les points, jeu de points à relier ou point à point est un casse-tête en deux dimensions qui comprend une suite de points numérotés à relier. Il est résolu lorsque chaque paire de points numériquement consécutifs est reliée par un segment, l'ensemble des segments formant une œuvre dessinée. Le casse-tête comprend souvent des formes géométriques pour améliorer visuellement l'œuvre complétée ou encore faciliter la compréhension de parties complexes.